# Чернеево (Ярославская область)
Чернеево — деревня в Ярославском районе Ярославской области. Входит в состав Туношенского сельского поселения.

## География
Находится в восточной части Ярославской области на расстоянии приблизительно 10 км на юг-юго-восток по прямой от станции Ярославль.

## История
В 1859 году здесь (деревня Ярославского уезда Ярославской губернии) было учтено 23 двора, в 1898 — 36.

## Население
Численность населения: 166 человек (1859 год), 10 (русские 90 %) в 2002 году, 7 в 2010.